# Martin XLB-4
Le Martin XLB-4 est un bombardier léger biplan, entièrement en métal, développé dans les années 1920. Un prototype est commandé par le United States Army Air Corps (USAAC), mais la commande est annulée avant le début de la construction.